# Frank G. Wisner
Pour les articles homonymes, voir Wisner.
Frank George Wisner (ou Frank G. Wisner II), né le 2 juillet 1938 à New York (État de New York) et mort le 24 février 2025 à Mill Neck (État de New York), est un diplomate et homme politique américain, sous-secrétaire d'État au contrôle des armements et à la sécurité internationale (en) sous la présidence de George H. W. Bush, secrétaire d'État des États-Unis par intérim en 1993, puis sous-secrétaire à la politique de Défense sous le président Clinton.

## Biographie
Frank G. Wisner II est le fils de la philanthrope Mary Knowles (remariée au journaliste Clayton Fritchey), et de Frank Gardiner Wisner (ou Frank G. Wisner) (1909-1965), Deputy Director for Plans de la CIA, de 1951 à 1959.
Frank Wisner, diplômé de l'université de Princeton en 1961, rejoint le département d'État comme agent du service extérieur (en) en décembre de cette même année. En 1964, il est affecté au Viêt Nam, en pleine guerre, par l'Agence des États-Unis pour le développement international.
En 1976, au début de l'administration Carter, il sert sous Cyrus Vance en tant que Secrétaire exécutif (en) adjoint du département d'État.
Il est ambassadeur des États-Unis en Zambie de 1979 à 1982, Senior Deputy Assistant Secretary for African Affairs de 1982 à 1986, ambassadeur en Égypte de 1986 à 1991, puis aux Philippines de 1991 à 1992.
De 1992 à 1993 Wisner est sous-secrétaire d'État au contrôle des armements et à la sécurité internationale (en), secrétaire d'État des États-Unis par intérim en 1993, puis sous-secrétaire à la politique de Défense de 1993 à 1994.
Ambassadeur des États-Unis en Inde de 1994 à 1997, il prend sa retraite diplomatique avec le rang de Career Ambassador (en).
Après sa retraite de la fonction publique en 1997, Wisner rejoint les conseils d'administration d'American Life Insurance Company, d'EOG Resources (en), d'Ethan Allen Interiors, Inc. (en), de Commercial International Bank, de Pangea3 (en) et d'une filiale d'Enron, et devient vice-président d'AIG jusqu'en 2009.
À la fin de 2002, Wisner a co-présidé un groupe de travail indépendant développant un modèle pour les États après le conflit en Irak. Les recommandations publiées demandaient le rétablissement de l'ordre par la reconversion de l'armée irakienne, en se concentrant sur la distribution d'aide humanitaire et le rétablissement des services essentiels, tout en évitant la nomination de dirigeants exilés irakiens d'opposition aux postes supérieurs dans le nouveau gouvernement.
Wisner est un membre du Conseil consultatif de Partnership for a Secure America (en), un organisme sans but lucratif voué à recréer le centre bipartisan sécurité nationale américaine et la politique étrangère. Il siège également au conseil consultatif du National Security Network (en), de Kissinger Associates, et au conseil d'administration de Refugees International (en). Il est conseiller des affaires internationales dans le cabinet d'avocats Patton Boggs (en).
De 2005 à 2008 il est l'envoyé spécial des États-Unis, médiateur au Kosovo, dans les discussions sur le statut futur de la province.
Le 31 janvier 2011, le président Barack Obama l'a envoyé en Égypte pour négocier une résolution à la protestation populaire contre le régime qui a soulevé le pays. Un porte-parole de la Maison-Blanche a témoigné de la grande connaissance sur la région de M. Wisner et des relations étroites qu'il entretient avec de nombreux Égyptiens, dans et hors du gouvernement. Le New York Times révèle qu'il est un ami personnel du président égyptien Hosni Moubarak. S'exprimant sur la BBC le 5 février 2011, Wisner, au-delà des déclarations émises par la Maison-Blanche à ce jour, a insisté pour que le président Hosni Moubarak soit autorisé à rester à son poste, malgré les nombreux appels pour sa démission.
Frank G. Wisner II devient président de The Arab Gulf States Institute (en), fondé en 2015.

### Vie privée
Frank G. Wisner épouse Geneviève du Fresne de Virel, nièce du général Henri de Virel. Veuf, il se remarie en 1976 avec Christine de Ganay, fille du comte Philippe de Ganay et de Marie-Hélène Blanchy (remariée à Claude Bouchinet-Serreulles), et sœur de Thierry de Ganay. Christine de Ganay était divorcée de Pal Sarközy de Nagy-Bocsa et la mère d'Olivier Sarkozy (demi-frère du président Nicolas Sarkozy).

### Sources
- (en) Cet article est partiellement ou en totalité issu de l’article de Wikipédia en anglais intitulé « Frank G. Wisner » (voir la liste des auteurs).